# Доценко, Николай Яковлевич
Николай Яковлевич Доценко (укр. Доценко Микола Якович, р. 24.01.1950) — украинский учёный в области терапии. Доктор медицинских наук (1996), профессор.

## Биография
Сын врача Якова Николаевича Доценко.
В 1973 окончил Запорожский медицинский институт по специальности «Лечебное дело». С 1980 — ассистент кафедры гастроэнтерологии, переведён на кафедру терапии-II Запорожского государственного института усовершенствования врачей, с 1996 — доцент этой кафедры, с 2003 — профессор кафедры. С 2005 — заведующий кафедрой кардиологии Запорожской медицинской академии последипломного образования. Профессор кафедры внутренних болезней Института последипломного образования Запорожского государственного медико-фармацевтического университета.
В 1983 г. защитил кандидатскую диссертацию, в 1996 г. — докторскую. Является членом диссертационного совета при Днепропетровской государственной медицинской академии и Институте гастроэнтерологии НАМН Украины, является членом апробационного совета при Запорожском государственном медицинском университете.
Сфера научных исследований — профилактика сердечно-сосудистых заболеваний, психосоматические расстройства. Изучает гемодинамику, вегетативный статус, моторику желудочно-кишечного тракта у лиц с язвенной болезнью и хроническим панкреатитом Автор более трёхсот научных работ, 9 монографий.. Зарегистрировал несколько патентов.

## Избранные научные работы
- «Регуляция моторики пищеварительного тракта: классификация препаратов и их клиническое применение» // Проблемы медицины. 1988. № 3 (соавтор.);
- «Изменения кровотока слизистой оболочки двенадцатиперстной кишки под влиянием некоторых лекарственных средств» // Казуистика, диагностика и лечебные ошибки, аппараты и инструментальные методы диагностики и лечение в гастроэнтерологии. Смоленск, 1990 (соавтор.);
- «Рациональная антимикробная терапия» (2003)
- «Анемии в клинической практике: классификация, диагностика лечение» (2004)
- «Раціональна гепатологія» (2004)
- «Рациональная нефрология» (2004)
- «Курс лекций по клинической пульмонологии». З., 2005.
- Доценко М. Я., Герасименко Л. В., Боєв С. С. Шехунова І. О., Молодан О. В., Малиновська О. Я., Яценко О. В. Біомаркери серцевого фіброзу при артеріальній гіпертензії (укр.) // Сучасні медичні технології. — 2020. — № 4 (47). — С. 4—11. — ISSN 2072-9367. — doi:10.34287/MMT.4(47).2020.1.